# بریتنی فورلان
بریتنی جین فورلان (به انگلیسی:Brittany Jayne Furlan) (متولد ۵ سپتامبر ۱۹۸۶) یک ستاره اینترنتی آمریکایی است که در لس آنجلس زندگی می‌کند و بیشترین دنبال شده (follow شده) ستاره فیلم ویدئویی زن در "Vine" تا ماه نوامبر ۲۰۱۵ بود.
او در سال ۲۰۱۵ توسط تایم به یکی از تأثیرگذارترین افراد در اینترنت اعلام شد. او در سال ۲۰۱۸ شخصیت برجسته‌ای در مستندNetflix، با نام American Meme بود.

## فیلم‌شناسی
| سال  | عنوان              | نقش     | یادداشت |
| ---- | ------------------ | ------- | ------- |
| ۲۰۱۵ | ما دوستان تو هستیم | سارا    | فیلم    |
| ۲۰۱۸ | تک شاخ             | سامانتا | فیلم    |
| ۲۰۱۸ | مدرسه آمریکایی     | خودش    | مستند   |

| 2019 | '' خاک | دوست دختر Bandmate | مستند

## جوایز و نامزدها
| سال  | بخش                | جایزه             | نتیجه    |
| ---- | ------------------ | ----------------- | -------- |
| ۲۰۱۵ | Teen Choice Awards | Choice Web: Viner | نامزدشده |